# Frédéric Cerdal
Frédéric Cerdal est un acteur et metteur en scène français.
Jouant au théâtre, il pratique également le doublage et est notamment devenu la voix française régulière de Michael Caine depuis le film Batman Begins (2005).
Prolifique dans le doublage de jeu vidéo, il est notamment la voix d'Arngeir dans The Elder Scrolls V: Skyrim (2011), d'Anton Sokolov dans les jeux Dishonored (2012-2016) ainsi que celle de plusieurs personnages au sein de la franchise Fallout, dont notamment M. House dans New Vegas (2010).

## Biographie

### Carrière
À l'âge de 14 ans, Frédéric Cerdal souhaite devenir comédien. Il entre au conservatoire de 1965 à 1968 dans la classe de Fernand Ledoux. Il est licencié en lettres modernes.
Il a plusieurs fois été metteur en scène et est l'auteur de deux pièces pour le jeune public l'Affaire du rat dit noir et Et la Zizique Mister Volubix pour le théâtre des 2 lions.
Depuis 1989, il s'est spécialisé dans le doublage. En 2005, Dominique Paturel étant indisponible pour doubler Michael Caine il est choisi par la directrice artistique Jenny Gérard pour prendre le relais dans Batman Begins. Il est sa voix française régulière depuis The Dark Knight.

## Théâtre

### Comédien
- 1967 : Cyrano de Bergerac d'Edmond Rostand, mise en scène Jacques Charon
- 1970 : Savonarole de Michel Suffran, mise en scène Jean-Pierre Laruy, Centre Théâtral du Limousin Limoges
- 1972 : Rhinocéros d'Eugène Ionesco, mise en scène Jean-Pierre Laruy, Centre Théâtral du Limousin Limoges
- 1972 : On ne badine pas avec l'amour d'Alfred de Musset, mise en scène Jean-Pierre Laruy, La Rochelle
- 1972 : Victor ou les Enfants au pouvoir de Roger Vitrac, mise en scène Jean-Pierre Laruy, Centre Théâtral du Limousin Limoges
- 1972 : Pétronille, tu sens la menthe, mise en scène Jean-Pierre Laruy, Bourges
- 1973 : Mère Courage et ses enfants de Bertolt Brecht, mise en scène Jean-Pierre Laruy, Centre Théâtral du Limousin Limoges
- 1973 : Du vent dans les branches de sassafras de René de Obaldia, mise en scène Jean-Pierre Laruy, Centre Théâtral du Limousin Limoges
- 1974 : Les Possédés de Albert Camus d'après Fiodor Dostoïevski, mise en scène Jean-Pierre Laruy, Centre Théâtral du Limousin Limoges
- 1974 : L'Anniversaire de Harold Pinter, mise en scène Jean-Pierre Laruy, Centre Théâtral du Limousin Limoges
- 1975 : Les Mystères de Paris de Jean-Pierre Laruy, mise en scène Jean-Pierre Laruy et Hassan El Geretly, Centre Théâtral du Limousin Limoges
- 1975 : King Richard the Second de William Shakespeare, mise en scène Hassan El Geretly et Daniel Gillet, Centre Théâtral du Limousin Limoges
- 1977 : Le Brave soldat Sveik de Milan Kepel, mise en scène Jean-Pierre Laruy et Jean-Marie Lardy, Le Mans
- 1981 : La Mouche verte de Daniel Depland et Jean-Pierre Laruy, mise en scène Jean-Pierre Laruy, Limoges

### Metteur en scène
- 2012-? : Oulak dans le Grand Nord, de Serge Gelly, L'Auguste théâtre
- 2013-? : Amour, boxe et Courteline... en 3 rounds !, de Georges Courteline, Théâtre de Ménilmontant
- 2015-? : Poil de carotte de Jules Renard

## Filmographie

### Cinéma

#### Long métrage
- 1985 : Le Mariage du siècle : Jeff

#### Court métrage
- A Knight in Paris : Alfred Pennyworth

## Doublage

### Cinéma

#### Films
- Michael Caine dans (22 films) :
  - Batman Begins (2005) : Alfred Pennyworth
  - Le Prestige (2006) : Harry Cutter
  - The Dark Knight : Le Chevalier noir (2008) : Alfred Pennyworth
  - Inception (2010) : le professeur Miles
  - The Dark Knight Rises (2012) : Alfred Pennyworth
  - Voyage au centre de la Terre 2 : l'île mystérieuse (2012) : Alexander Anderson
  - Insaisissables (2013) : Arthur Tressler
  - Interstellar (2014) : le professeur John Brand
  - Stonehearst Asylum (2014) : Dr Salt
  - Kingsman : Services secrets (2015) : Arthur / Chester King
  - Le Dernier Chasseur de sorcières (2015) : Dolan 36e
  - Insaisissables 2 (2016) : Arthur Tressler
  - Braquage à l'ancienne (2017) : Joe Harding
  - Dunkerque (2017) : l'interlocuteur radio
  - Dear Dictator (2018) : le général Anton Vincent
  - Gentlemen cambrioleurs (2018) : Brian Reader
  - Tenet (2020) : Sir Michael Crosby
  - Merveilles imaginaires (2020) : Charlie
  - Twist (en) (2021) : Isaac « Fagin » Solomon
  - Best Sellers (2021) : Harris Shaw
  - Medieval (2022) : Lord Boresh
  - The Great Escaper (en) (2023) : Bernard « Bernie » Jordan

- John Cleese dans (5 films) :
  - Escapade à New York (1999) : M. Meursault
  - Le monde ne suffit pas (1999) : R
  - Harry Potter à l'école des sorciers (2001) : Nick Quasi-Sans-Tête
  - Harry Potter et la Chambre des secrets (2002) : Nick Quasi-Sans-Tête
  - Le Tour du monde en quatre-vingts jours (2004) : le sergent de police anglais

- Anthony Hopkins dans :
  - Burt Munro (2005) : Burt Munro
  - Rebel Moon - Partie 1 : Enfant du feu (2023) : Jimmy (voix)
  - Rebel Moon - Partie 2 : L'Entailleuse (2024) : Jimmy (voix)

- David Strathairn dans :
  - Lincoln (2013) : William Seward
  - Indian Palace : Suite royale (2015) : Ty Burley

- Robert Forster dans :
  - La Chute de la Maison Blanche (2013) : le général Edward Clegg
  - La Chute de Londres (2016) : le général Edward Clegg

- Jon Voight dans :
  - Les Animaux fantastiques (2016) : Henry Shaw, Sr.
  - Jeu dangereux : Héritage meurtrier (it) (2022) : Ellison J. Betts

- 1979[n 1] : Star Trek, le film : Scotty (James Doohan)
- 1984[n 2] : Amadeus : le prince archevêque Hieronymus von Colloredo (Nicholas Kepros)
- 1989[n 3] : Brouilles et Embrouilles : Brendan Collins (Chuck Pfeiffer)
- 1997 : L'Éducatrice et le Tyran : Leonid Kleist (Patrick Malahide)
- 1997 : Les Ailes de l'enfer : Johnny Baca dit « Johnny 23 » (Danny Trejo)
- 1997 : Titanic : Spicer Lovejoy (David Warner)
- 1997 : Mad City : Lemke (Ted Levine)
- 1997 : Amistad : Lewis Tappan (Stellan Skarsgård)
- 1998 : Velvet Goldmine : le reporter de la BBC (Damian Suchet)
- 2002 : La Machine à explorer le temps : David Philby (Mark Addy)
- 2003 : In the Cut : l'inspecteur médico-légal (Hal Sherman)
- 2003 : Dracula II : Ascension : le père de l'église [Qui ?]
- 2005 : L'Affaire Josey Aimes : Gray Suchett (Tom Bower)
- 2006 : Man of the Year : le président Kellogg (David Nichols)
- 2006 : Ô Jérusalem : Sir Cunningham (Tom Conti)
- 2006 : Les Fous du roi : M. Peyton (Michael Cavanaugh (en))
- 2007 : À la recherche du bonheur : Martin Frohm (James Karen)
- 2007 : Stuck : Tom (Stephen Rea)
- 2007 : Nancy Drew : Dashiel Zachary Biedermeyer (Barry Bostwick)
- 2010 : Comme chiens et chats : La Revanche de Kitty Galore : Tab Lazenby (Roger Moore)
- 2011 : The Last Days : Thomas (Edward Herrmann)
- 2012 : J. Edgar : Alexander Mitchell Palmer (Geoff Pierson)
- 2012 : Rencontre avec le mal : Frank (Muse Watson)
- 2013 : Old Boy : Bernie Sharkey (Richard Portnow)
- 2013 : Max Rose : Walter Prewitt (Rance Howard)
- 2015 : Creed : L'Héritage de Rocky Balboa : lui-même (Jacob « Stitch » Duran)
- 2015 : Danish Girl : Rasmussen (Adrian Schiller)
- 2017 : Wonder Woman : Le Général Field Marshall Haig (James Cosmo)
- 2017 : Le Procès du siècle : Richard Rampton (Tom Wilkinson)
- 2017 : La Mort de Staline : Dr Lukomsky (Karl Johnson (en))
- 2017 : Jumanji : Bienvenue dans la jungle : le père d'Alex, vieux (Tim Matheson)
- 2018 : Un homme chanceux : Sidenius [Qui ?]
- 2018 : Opération Beyrouth : Frank Whalen (Larry Pine)
- 2019 : Tolkien : professeur Joseph Wright (Derek Jacobi)
- 2019 : L'Ombre de Staline : Sir Ernest Bennet (Martin Bishop)
- 2019 : Radioactive : ? (?)
- 2020 : Spenser Confidential : Henry Cimoli (Alan Arkin)
- 2020 : The Last Full Measure : Frank Pitsenbarger (Christopher Plummer)
- 2020 : Rebecca : Frith (Jeff Rawle)
- 2020 : L'Incroyable histoire de l'Île de la Rose : le cardinal Emanuele Nunziante (Giulio Farnese)
- 2021 : Braquage final : Marianno [Qui ?]
- 2021 : The Trip : ? (?)
- 2021 : Un garçon nommé Noël : père Topo (Toby Jones)
- 2021 : The King's Man : Première Mission : le tailleur Kingsman [Qui ?]
- 2022 : Amsterdam : ? (?)
- 2022 : The Fabelmans : John Ford (David Lynch)
- 2022 : Mad Heidi : le commandant Knorr (Max Rüdlinger (de))
- 2023 : The Critic : Jimmy Erskine (Ian McKellen)
- 2024 : Le Flic de Beverly Hills : Axel F. : John Taggart (John Ashton)
- 2024 : Rebel Ridge : le juge (James Cromwell)

#### Films d'animation
- 1979[4] : Galaxy Express 999, le film : le Comte mécanique / Antares
- 1981[5] : Adieu Galaxy Express 999 : Faust
- 1998 : Batman et Mr Freeze : Subzero : Docteur Gregory Belson
- 1999 : Mickey, il était une fois Noël : M. Anderson
- 2003 : Les Enfants de la pluie : Razza (création de voix)
- 2004 : L'Île de Black Mór : le directeur (création de voix)
- 2006 : Ghost in the Shell: SAC Solid State Society : Daisuke Aramaki
- 2010 : Le Royaume de Ga'hoole : l'échidné
- 2014 : Le Chant de la mer : Chanaki / Dan
- 2014 : L'Île de Giovanni : Junpei Senō (présent)
- 2017 : Lego Batman, le film : James Gordon
- 2019 : Le Voyage du prince : Julius (création de voix)
- 2020 : Le Dragon argenté (de) : Barbe d'ardoise
- 2021 : Riverdance : L'aventure animée (en) : Papy
- 2022 : Scrooge : Un (mé)chant de Noël : Jacob Marley[6]
- 2023 : Les As de la jungle 2 : Opération tour du monde : Albert (création de voix)
- 2023 : LEGO Disney Princesse : Les aventures au Château : le roi Triton
- 2024 : La Nuit d'Orion : le narrateur[7]
- 2024 : Baki Hanma vs Kengan Ashura : Kaioh Kaku

### Télévision

#### Téléfilms
- 2013 : L'Héritage de Katie : Yates (David Temple)
- 2014 : Lizzie Borden a-t-elle tué ses parents ? : le juge Blaidsell (Jeremy Akerman)
- 2017 : Un Noël traditionnel : Clayton (Keith MacKechnie)
- 2019 : Le Danger vient de la famille : Boone (Corbin Timbrook)
- 2022 :  Ray Donovan: The Movie : Mickey Donovan (Jon Voight)
- 2022 : Un cadeau royal pour Noël : Hobbs (Frank Smith)
- 2022 : Mon miracle de Noël : M. Kees (Michael St. John Smith)

#### Séries télévisées
- John de Lancie dans :
  - Star Trek : La Nouvelle Génération (1987-1994) : Q (8 épisodes)
  - Star Trek : Deep Space Nine (1993) : Q (saison 1, épisode 7)
  - Star Trek : Voyager (1996-2001) : Q (3 épisodes)
  - Star Trek : Picard (2022-2023) : Q (8 épisodes)

- Ian McElhinney dans :
  - Game of Thrones (2013-2015) : Barristan Selmy (2e voix, saisons 3 à 5)
  - Krypton (2018-2019) : Val-El (20 épisodes)
  - Une lueur d'espoir (2023) : Johannes Kleiman (mini-série)

- Simon Armstrong dans :
  - Game of Thrones (2012) : Qhorin Mimain (saison 2)
  - Willow (2022) : Jørgen Kase (épisode 1)

- Matt Frewer dans :
  - Timeless (2016-2017) : Anthony Bruhl (5 épisodes)
  - Fear the Walking Dead (2019) : Logan (saison 5)

- 1999-2006 : Commissaire Montalbano : Pasquano (Marcello Perracchio (it)) (1re voix, saisons 1 à 6)
- 2000-2004 : Ed : Dr Walter R. Jerome (Marvin Chatinover) (16 épisodes)
- 2001 : Le Fugitif : Art Zimmerman (Jeff Steitzer (en)) (4 épisodes)
- 2002 : Buffy contre les vampires : D'Hoffryn (Andy Umberger) (3e voix - saison 6, épisode 16 et saison 7, épisode 5)
- 2005-2013 : The Office : Creed Bratton (Creed Bratton) (181 épisodes)
- 2006-2010 : 24 Heures chrono : le président russe Yuri Suvarov (Nick Jameson) (15 épisodes)
- 2008-2009 : Prison Break : Stuart Tuxhorn (Steve Tom) (saison 4)
- 2011-2013 : Falling Skies : le colonel Jim Porter (Dale Dye) (11 épisodes)
- 2011-2015 : Game of Thrones : Mestre Aemon (Peter Vaughan) (11 épisodes)
- 2011-2015 : Downton Abbey : le révérend Travis (Michael Cochrane) (8 épisodes) et Simon Bricker (Richard E. Grant) (saison 5)
- 2013-2016 : The Good Wife : le juge Virgil Ryvlan (Jeffrey DeMunn) (saison 4, épisode 20 et saison 5, épisode 2) et l'inspecteur Gifford (Charlie Pollock) (5 épisodes)
- 2014-2015 : House of Cards : le colonel Max Graegher (Julian Gamble) (1re voix, saisons 2-3)
- 2014-2015 : The Knick : Hobart Showalter (Gary Simpson) (8 épisodes)
- 2016 : Angie Tribeca : le commandant Van Zandt (Jonathan Frakes) (saison 2, épisode 8)
- 2017 : Godless : le marshal John Cook (Sam Waterston) (mini-série)
- 2017 : Larry et son nombril : Ayatollah (F. Murray Abraham) (saison 9, épisode 10)
- 2017 : Inhumans : Kitang (Marco Rodríguez (en)) (3 épisodes)
- 2017-2018 : Madam Secretary : Lee Baskin (John Procaccino) (4 épisodes)
- 2017-2019 : Designated Survivor : l'ancien président Cornelius Moss (Geoff Pierson) (16 épisodes)
- 2017-2020 : Dark : H. G. Tannhaus (Christian Steyer) (10 épisodes)
- 2018 : Scandal : Lonnie Mencken (Michael O'Neill) (saison 7)
- 2018-2020 : Ray Donovan : Mickey Donovan (Jon Voight) (2e voix, saisons 6-7)
- 2019 : The Mandalorian : le client (Werner Herzog) (saison 1)
- 2019 : Roman Empire : Tibère (Craig Walsh-Wrightson)
- 2019 : Coroner : Bryan Da Silva (Nigel Bennett) (saison 1)
- 2019 : Mrs. Fletcher : Roy Rafferty (Bill Raymond) (mini-série)
- 2019-2021 : Billions : Robert Beaufort (Chelcie Ross) (5 épisodes)
- 2019-2023 : Succession : Ewan Roy (James Cromwell) (2e voix, saisons 2 à 4)
- depuis 2019 : The Umbrella Academy : Sir Reginald Hargreeves (Colm Feore) (27 épisodes - en cours)
- 2020-2023 : Breeders : Jim (Alun Armstrong) (30 épisodes)
- 2021 : Dopesick : Raymond Sackler (Lawrence Arancio) (mini-série)
- 2022 : Bosch: Legacy : Whitney Vance (William Devane) (4 épisodes)
- 2022 : Ozark : Harry (Lindsay Ayliffe) (2e voix, saison 4)
- 2022-2024 : NCIS : Enquêtes spéciales : Dr Donald Mallard (David McCallum) (2e voix - saison 19, épisode 20 à saison 21, épisode 2)
- depuis 2022 : The Gilded Age : Bannister (Simon Jones)
- 2023 : The Last of Us : M. Adler (Brad Leland) (saison 1, épisode 1)
- 2023 : Transatlantique : Walter Benjamin (Moritz Bleibtreu) (mini-série)
- 2023 : Minx : Conrad Ross (Stephen Tobolowsky)
- 2023 : Mort ou vif Joaquín Murrieta : Alvin (Dale Carley)
- 2023 : Fellow Travelers : Joseph N. Welch (en) (John Jarvis) (mini-série)
- 2024 : Ancestral : ? (?)
- 2025 : Les Quatre Saisons : Don (Alan Alda) (mini-série)

#### Séries d'animation
- Ailes Grises : le communicateur et voix diverses
- Ergo Proxy : Berkeley, Hoody, Will B Good (épisode 19)
- Gankutsuou : Gérard de Villefort
- Ghost in the Shell: Arise : Daisuke Aramaki
- Le Petit Prince : le Grand Inventeur (épisode Planète du Bubble Gob) (voix originale)
- Les Petits Bus : voix additionnelles
- Mona le vampire : Hercule Durand, Howard Gotto, Caboose Malloy, Monsieur Mendléla et voix additionnelles (épisodes 48 et 49)
- Shakugan no Shana : Alastor
- Tabaluga : James et Shouhou
- Terror in Resonance : Hamada
- Transformers Animated : Bulkhead, Jazz, Blitzwing, Lockdown, Omega Supreme
- The Big O : Norman Burg
- Zombie Hôtel : Oncle Von (voix originale)
- Shakugan no Shana : Alastor
- 1995 : Armitage III : Ross Sylibus  (1er doublage, édition VHS)
- 1997 : Blake et Mortimer : Docteur Fuentes / Ragnar  (voix originale)
- 2002-2003 : Ghost in the Shell: Stand Alone Complex : Daisuke Aramaki
- 2009 : Wakfu : Calben  (voix originale)
- 2013 : Dofus : Aux trésors de Kerubim : L’Édenté, Roi de la Gelaxième Dimension et Fifi les Beaux Mollets
- 2014 : La Forêt de l'Étrange : Tatie Murmures
- 2014-2019 : Mr. Pickles : Henry Gobbleblobber (le grand-père de Tommy)[n 4]
- 2016-2018 : Skylanders Academy : Maître Eon
- 2019 : Fruits Basket : le grand-père
- 2019-2021 : Momma Named Me Sheriff (en) : Henry Gobbleblobber (le grand-père de Tommy)[n 4]
- 2020 : Baki : Kaku Kaioh
- 2020 : Jujutsu Kaisen : Yoshinobu Gakuganji
- 2023 : Pluto : Duncan
- 2023 : Carol et la fin du monde (en) : Bernard Kohl[8]

### Jeux vidéo
- 1998 : Half Life : gardes
- 1998 : Tomb Raider 3 : Les Aventures de Lara Croft : le soldat blessé, voix additionnelles
- 1999 : Kingpin: Life of Crime : Nicki, vendeur du Pawn-o-Matic, voix additionnelles
- 1999 : Need for Speed : Conduite en état de liberté : voix additionnelles[n 5]
- 2000 : Tomb Raider : Sur les traces de Lara Croft : Winston le majordome, l'amiral Yarofev, voix additionnelles
- 2001 : Harry Potter à l'école des sorciers : Albus Dumbledore[9]
- 2003 : XIII : voix additionnelles[n 5]
- 2004 : Fable : le maître de la Guilde, le narrateur
- 2004 : ObsCure : Herbert Friedman
- 2004 : World of Warcraft : Genn Grisetête
- 2004 : Alexandre : voix additionnelles[n 5]
- 2005 : Civilization IV : le narrateur
- 2005 : Empire Earth 2 : le narrateur
- 2005 : Brothers in Arms: Earned in Blood : Colonel Marshall
- 2005 : The Settlers : L'Héritage des Rois : Hélias, le narrateur
- 2005 : Medal of Honor : Les Faucons de guerre : voix additionnelles[n 5]
- 2005 : Prince of Persia : Les Deux Royaumes : voix additionnelles[n 5]
- 2005 : CT Special Forces: Fire for Effect : voix additionnelles[n 5]
- 2006 : Warhammer 40,000: Dawn of War - Dark Crusade : Tomas Macabee
- 2006 : Star Wars: Empire at War : le narrateur du tutoriel
- 2006 : Brothers in Arms: D-Day : voix additionnelles[n 5]
- 2007 : Assassin's Creed : Al Mualim[n 5]
- 2007 : The Witcher : Munro Bruys, Nains, Citadins...
- 2007 : BioShock : Andrew Ryan
- 2007 : God of War II : Thésée
- 2007 : Overlord : Biscornu
- 2007 : Naruto: Rise of a Ninja : Hiruzen Sarutobi, le 3ème Hokage
- 2008 : Dracula Origin : Herodote
- 2008 : Fallout 3 : le Superviseur de l'abri 101 et Ahzrukhal
- 2008 : Left 4 Dead : Bill
- 2008 : Fable 2 : Portes démoniaques
- 2008 : Prince of Persia : l'Alchimiste[n 5]
- 2008 : Warhammer 40,000: Dawn of War - Soulstorm : Confesseur Turgenum March
- 2009 : Overlord II : Biscornu[n 5]
- 2009 : BattleForge : voix additionnelles[n 5]
- 2009 : Dark Sector : voix additionnelles[n 5]
- 2009 : Divinity II : voix additionnelles[n 5]
- 2009 : Sherlock Holmes contre Jack l'Éventreur : voix additionnelles[n 5]
- 2009 : Ratchet and Clank: A Crack in Time : Alister Azimuth
- 2010 : BioShock 2 : Andrew Ryan
- 2010 : Fallout: New Vegas : Mr. House et Victor le robot
- 2010 : Final Fantasy XIV: A Realm Reborn : Louisoix Leveilleur[n 5]
- 2011 : The Elder Scrolls V: Skyrim : Arngeir, Esbern, Hircine[n 5]
- 2011 : Star Wars: The Old Republic : Orgus Din , Dark Mortis , le chancelier suprême Dorian Janarus et maître Boudyn[n 5]
- 2011 : Les Aventures de Tintin : Le Secret de La Licorne : le marchand qui vend La Licorne
- 2011 : Skylanders: Spyro's Adventure : Maître Eon
- 2011 : Green Lantern : La Révolte des Manhunters : le Maître-Gardien des Green Lantern
- 2012 : Diablo 3 : Deckard Cain
- 2012 : Dishonored : Anton Sokolov[n 5]
- 2012 : Lego Le Seigneur des anneaux : Bilbon Sacquet
- 2012 : Mass Effect 3 : Elijah Khan, Jonah Ashland
- 2012 : Skylanders: Giants : Maître Eon
- 2013 : Disney Infinity : Obi-Wan âgé
- 2013 : Skylanders: Swap Force : Maître Eon
- 2014 : Skylanders: Trap Team : Maître Eon
- 2014 : Sunset Overdrive : le roi Ignatius
- 2015 : Everybody's Gone to the Rapture : Jeremy
- 2015 : Fallout 4 : Shaun (Adulte) et Stockton
- 2015 : Lego Jurassic World :  M. ADN
- 2015 : Star Wars Battlefront : l'amiral Ackbar[n 5]
- 2015 : Skylanders: SuperChargers : Maître Eon
- 2015 : Heroes of the Storm : Genn Grisetête et Deckard Cain
- 2015 : The Witcher 3: Wild Hunt : Nidas et divers personnages
- 2015 : Lego Dimensions : Lord Vortech et Devon Miles
- 2015 : Assassin's Creed Syndicate : Le Constable et voix additionnelles[n 5]
- 2016 : Dishonored 2 : Anton Sokolov[n 5]
- 2016 : Final Fantasy XV : Jared Hester[n 5]
- 2016 : Furi : la Ligne[n 5]
- 2016 : Lego Star Wars : Le Réveil de la Force : Amiral Ackbar
- 2016 : Skylanders: Imaginators : Maître Eon
- 2017 : Tom Clancy's Ghost Recon Wildlands : El Yayo[n 5]
- 2017 : Assassin's Creed Origins : voix additionnelles[n 5]
- 2017 : Wolfenstein II: The New Colossus : Rip Blazkowicz[n 5]
- 2017 : Overwatch : voix off de Deckard Cain dans l'attraction Diablo à Blizzard World
- 2017 : Mass Effect: Andromeda : voix additionnelles [n 5]
- 2018 : God of War : Zeus
- 2018 : Lego Les Indestructibles : voix additionnelles[n 5]
- 2018 : FIFA 19 : Jim Hunter
- 2018 : Assassin's Creed Odyssey : Sophocle
- 2019 : Metro Exodus : Yermak
- 2019 : Rage 2 : le Dr. Anton Kvasir[n 5],[n 6]
- 2019 : Age of Empires II: Definitive Edition : narrateur de la campagne de Dracula, voix additionnelles
- 2019 : Astérix & Obélix XXL 3 : Le Menhir de cristal : Piloufas le sage[n 5]
- 2020 : Final Fantasy VII Remake : le maire Domino
- 2020 : Legends of Runeterra : Orateurs de l'Aube / Ancien de la Verte-Clairière
- 2020 : Assassin's Creed Valhalla : Trygve[n 5]
- 2021 : Necromunda: Hired Gun : l'Artificier[n 5]
- 2021 : New World : divers personnages
- 2022 : Dying Light 2 Stay Human : voix additionnelles
- 2022 : Horizon Forbidden West : Karhn
- 2022 : Lego Star Wars : La Saga Skywalker : Amiral Ackbar / Lor San Tekka
- 2022 : The Quarry : Jebediah Hackett[10]
- 2023 : Hogwarts Legacy : L'Héritage de Poudlard : le professeur Eleazar Fig
- 2023 : Wild Hearts : Mujina
- 2023 : Final Fantasy XVI : Harpocrate Hyperbóreoi II
- 2024 : Final Fantasy VII Rebirth : voix additionnelles

### Fiction audio
- Sandman : John Hathaway

### Voix off

#### Documentaires
- Lettres de Dunblane : Retour sur une fusillade (2018) : Monseigneur Basile O'Sullivan
- Michael Caine : Du monde ouvrier aux Oscars de la gloire (2022) : Michael Caine